# Ardashir Kurra
Ardashir Kurra fou una de les cinc divisions administratives (kura) del Fars en temps dels sassànides i al començament del domini musulmà. Les cinc divisions eren:
- Ardashir Kurra
- Xapur Kurra
- Arraǰān
- Istakhr
- Dārābīerd

El nom es pot traduir com "Gloria d'Ardashir" i està referit al rei Artaxerxes I (227-242); Shapur Kurra està referit al seu fill Sapor I (240-270). Ibn Koradheb hi afegeix una sisena kura anomenada Fasa (Siraz), que d'acord amb altres fonts existia un segle després quan hi havia sis kura i tres districtes: Rudan, Nayriz i Kasu.
La kura d'Ardashir estava situada al sud-oest i tenia per capital a Gur o Djur (Firuzabad) i com a ciutat destacada Tawwadj, i els ports de Rishahr, Nadjiram, Siraf i Hozu; incloïa les illes Nakilu, Shaykh Sokayb, Hendarabi i Qays o Kish. Els àrabs dividien el territori en tres districtes tribals (habitats per tribus que havien vingut d'al-Ahsa: Sif Mizaffar a l'oest; Sif Zohayr al centre anomenat també Iranhestan; i Sif Umara a l'est, amb la fortalesa de Kalat al-Dikdan o Hisn Ibn Umara).